# Коефіцієнт ослаблення (фотометрія)
Коефіцієнт ослаблення — безрозмірна фізична величина, що характеризує ступінь зменшення потужності випромінення після проходження ним деякої відстані в середовищі або внаслідок відбиття від межі поділу двох середовищ.
Якщо йдеться про випромінення, що проходить через оптичну систему, її окремий елемент або шар оптичного матеріалу, то коефіцієнт ослаблення визначається як відношення потоків випромінювання до {\displaystyle (\Phi _{0})} і після {\displaystyle (\Phi )} проходження:
{\displaystyle K={\frac {\Phi _{0}}{\Phi }}.}
У цьому випадку коефіцієнт ослаблення пов'язаний з коефіцієнтом пропускання {\displaystyle T} співвідношенням
{\displaystyle K={\frac {1}{T}},}
а з оптичною густиною {\displaystyle D} — рівнянням
{\displaystyle K=10^{D}.}
Якщо цікавить відбите випромінювання, то коефіцієнт ослаблення визначається як відношення потоків випромінювання до {\displaystyle (\Phi _{0})} і після {\displaystyle (\Phi _{r})} відбиття:
{\displaystyle K={\frac {\Phi _{0}}{\Phi _{r}}}.}
У цьому випадку коефіцієнт ослаблення пов'язаний з коефіцієнтом відбиття {\displaystyle \rho } співвідношенням:
{\displaystyle K={\frac {1}{\rho }}.}
У загальному випадку значення коефіцієнта ослаблення {\displaystyle K} тіла залежить як від властивостей самого тіла, так і від кута падіння, спектрального складу і поляризації випромінювання.
За використання логарифмічних одиниць бел або децибел величина коефіцієнта ослаблення, виражена в цих одиницях, розраховується за формулою {\displaystyle K_{B}={\mbox{lg}}K} або {\displaystyle K_{dB}=10{\mbox{lg}}K} відповідно.